# Centre de recherche sur les francophonies canadiennes
Le Centre de recherche sur les francophonies canadiennes (CRCCF), anciennement le Centre de recherche en civilisation canadienne-française est un centre de recherche de l'Université d'Ottawa. Il réunit des chercheurs et des chercheuses de la francophonie ontarienne, acadienne et canadienne, œuvrant en littérature et en sciences humaines et sociales.

## Histoire
Le Centre de recherche en civilisation canadienne-française est fondé le 2 octobre 1958 par quatre professeurs de littérature française de l'Université d'Ottawa: Bernard Julien, o.m.i; Jean Ménard; Réjean Robidoux; Paul Wyczynski. Intéressés par la littérature canadienne-française, déplorent le peu de place qui lui est accordée dans l’enseignement et la recherche universitaires, au contraire de la littérature française. Paul Wyczynski, le père oblat Bernard Julien, Jean Ménard et Réjean Robidoux décident donc de créer le Centre de recherche en littérature canadienne-française (CRLCF) de l’Université d’Ottawa, qui deviendra le Centre de recherche en civilisation canadienne-française en 1969. Il s’agit du plus ancien centre de recherche consacré à la littérature, à la culture et à l’histoire du Canada français. 

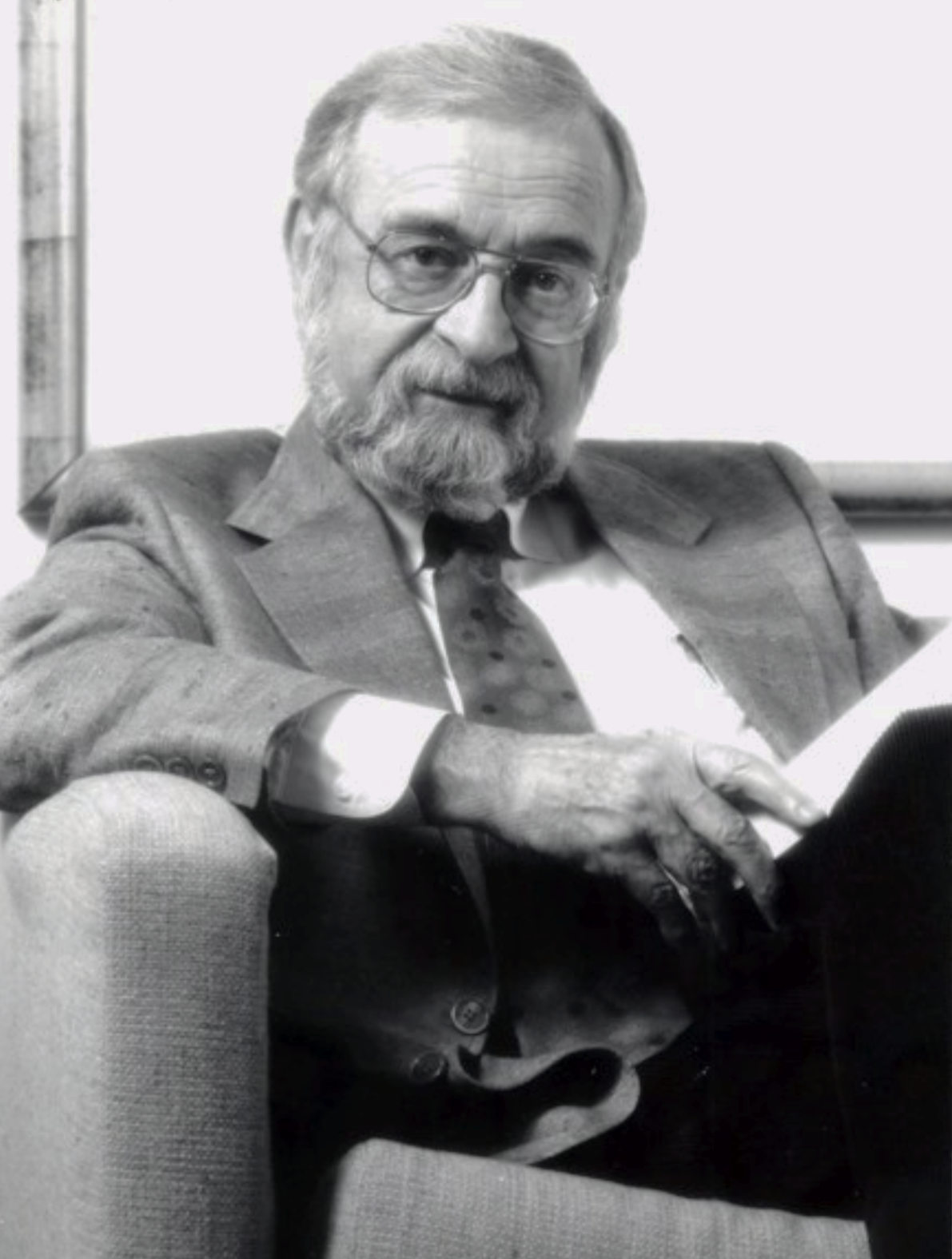
Réjean Robidoux, un des cofondateurs du CRCCF, en 1992.

Au départ, le CRCCF concentre ses recherches sur la littérature. Dès 1963, il élargit ses axes de recherche à l'histoire, à l'histoire de l'art, puis aux sciences humaines et sociales. En 1977, il a le statut d'unité de recherche pluridisciplinaire. Si le Centre est d'abord un centre de recherche, il joue également un rôle dans l'enseignement universitaire: entre 1959 et 1962, il contribue à la création de neuf cours portant spécifiquement sur la littérature canadienne-française à l'Université d'Ottawa.
À partir des années 1960, le CRCCF met à la disposition des chercheurs les ressources documentaires et les archives amassées par ses fondateurs. Le premier fonds d'archives, créé en 1958, est celui de l'École littéraire de Montréal. Plusieurs membres de cet organisme vont alors choisir de confier leurs archives au Centre, notamment Jean Charbonneau (1875-1960), Albert Laberge (1871-1960) ou Louis-Joseph Béliveau (1874-1960). En 1969, l'acquisition des archives de l'Association canadienne-française de l'Ontario (ACFO) contribue à faire du CRCCF un lieu de mémoire pour les communautés franco-ontariennes. Plusieurs autres organismes franco-ontariens vont suivre l'exemple de l'ACFO et confier leurs archives au Centre, notamment l'Ordre de Jacques-Cartier ou l'Association de la jeunesse franco-ontarienne.
Dans les années 1970 et 1980, le CRCCF modifie ses orientations en s'intéressant plus particulièrement à l'Ontario français et à l'identité franco-ontarienne. La seconde moitié des années 1980 et le début des années 1990 sont marquées par de lourdes restrictions budgétaires dans les milieux universitaires. Le CRCCF est alors menacé d'être fusionné avec l'Institut d'études canadiennes. L'Université d'Ottawa abandonne ce projet en raison des vives protestations de la communauté franco-ontarienne.
Depuis les années 2000, le CRCCF a encore élargi son mandat, en intégrant dans ses axes de recherche la francophonie nord-américaine. Il demeure le principal centre d'archives de l'Ontario français et l'un des plus importants de la francophonie canadienne.

## Mission

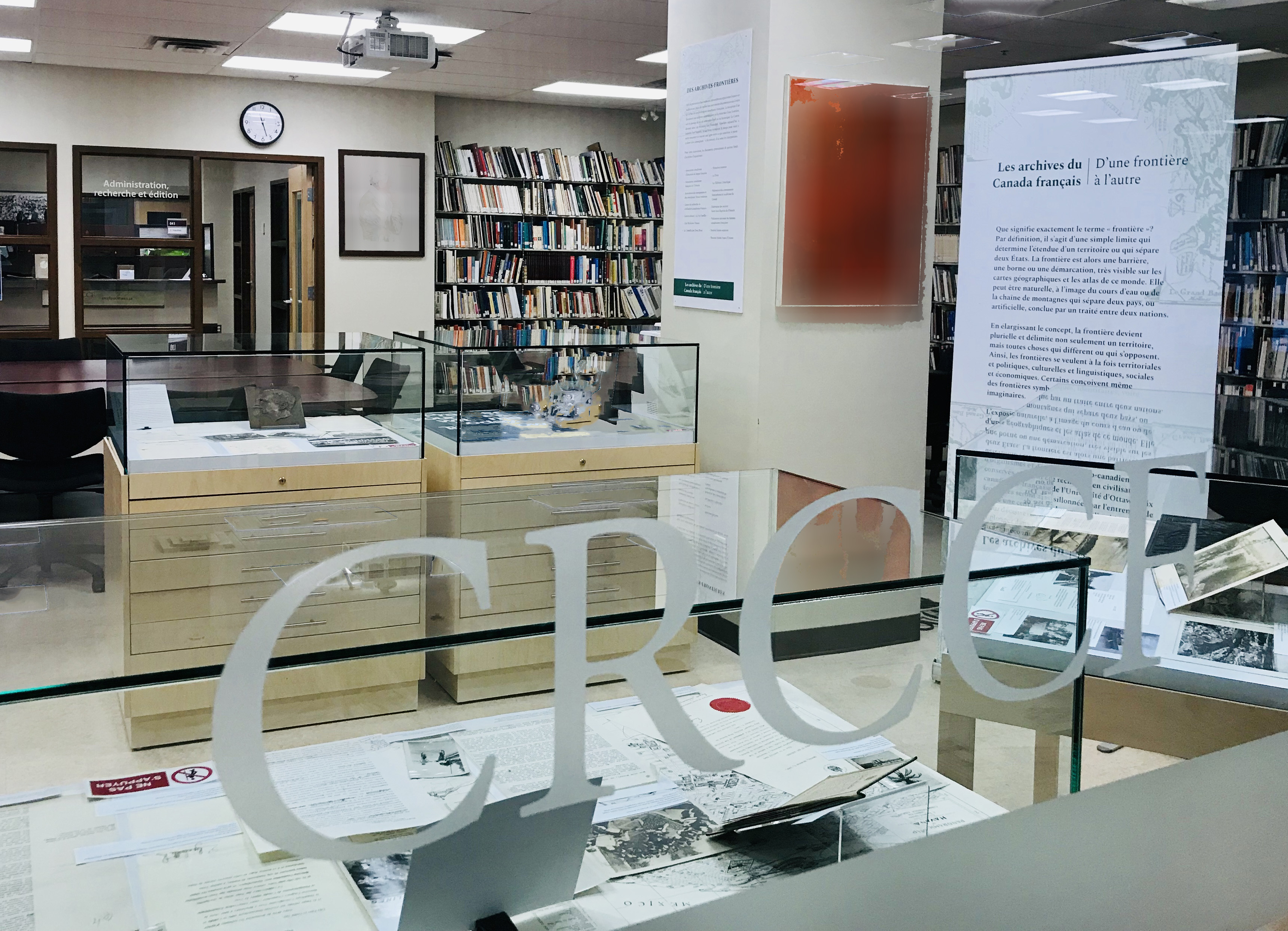
Crédit photographique : Batoul Atwi, CRCCF. Université d'Ottawa, CRCCF, Fonds Centre de recherche en civilisation canadienne-française (C37-191001-001)

Le CRCCF a pour mission de "développer la recherche interdisciplinaire sur la société et la culture des communautés francophones de l’Amérique du Nord d’hier et d’aujourd’hui". Pour ce faire, il organise et accueille des activités d'animation scientifique (tables rondes, conférences, colloques); coordonne et participe à des projets de recherche; diffuse et publie les résultats des recherches de ses membres. Il accomplit également sa mission en acquérant, conservant et valorisant une collection d'archives et de ressources documentaires.
Le CRCCF est rattaché à la Faculté des arts de l'Université d'Ottawa. Il poursuit le mandat confié en 1965 par l'Assemblée législative de l'Ontario à l'Université, en contribuant au développement et à la préservation de la culture française en Ontario.

## Gouvernance

### Bureau de direction
Le Bureau de direction du CRCCF se compose du directeur ou de la directrice du Centre; du directeur ou de la directrice du Collège des chaires du monde francophone; de trois professeurs et professeures de l'Université d'Ottawa; de deux étudiants ou étudiantes provenant de deux disciplines différentes; de deux personnes représentant la collectivité franco-ontarienne.
La mission du Bureau est de définir les orientations du CRCCF et d'assister la direction dans sa gestion du Centre. Principalement, le Bureau de direction contribue à l'élaboration des programmes de recherche; à la planification des activités de diffusion; à la gestion des collections d'archives et de ressources documentaires; à la liaison avec les autres centres de recherche sur les communautés francophones en Amérique du Nord; au développement de partenariats avec des organismes publics ou associatifs.

### Direction
Le cabinet du vice-rectorat à la recherche de la Faculté des arts de l'Université d'Ottawa est responsable de nommer le directeur ou la directrice du CRCCF, sur la recommandation du cabinet du doyen de la Faculté. Le mandat du directeur ou de la directrice est de cinq ans, renouvelable une seule fois.
Liste des directeurs et des directrices du CRCCF:
- Paul Wyczynski, de 1958 à 1973;
- Pierre Savard, de 1973 à 1985;
- Yolande Grisé, de 1985 à 1997;
- Robert Choquette, de 1997 à 2000;
- Jean-Pierre Wallot, de 2000 à 2006;
- Yves Frenette, de 2006 à 2010;
- Anne Gilbert, de 2010 à 2015;
- Pierre Foucher, de 2015 à 2018;
- Lucie Hotte, depuis 2018.

### Comités
Le CRCCF comprend deux comités internes: le Comité de la recherche et le Comité des archives. Ces comités ont pour mandat de définir les orientations de la recherche et de l'accroissement des collections d'archives. Leurs membres sont nommés par la direction du CRCCF.

### Membres
Le CRCCF regroupe des membres qui participent et contribuent à la réalisation de son mandat par leurs enseignements, leurs recherches et la diffusion des connaissances. Ces membres sont principalement des chercheurs et des chercheuses, des étudiants et des étudiants (tous les cycles universitaires) et les employés de soutien du Centre.

## Activités

### Recherche
Les activités de recherches menées au CRCCF portent notamment sur la culture et l'histoire des groupes francophones en situation minoritaire au Canada, et plus particulièrement en Ontario. Les axes de recherche sont variés: 
- l’histoire des communautés nord-américaines de langue française;
- la culture, les arts, la littérature;
- la vie politique et les politiques linguistiques;
- la vie sociale dont la religion;
- l’éducation;
- la santé;
- le milieu associatif;
- et les questions d’actualité comme l’immigration[6].

### Archives
Les collections d'archives et de ressources documentaires du CRCCF documentent la culture, l'histoire et l'évolution des communautés francophones au Canada à partir de 1850. Elles témoignent particulièrement de la culture du Canada français avant 1970; des francophones de la région d'Ottawa; de la francophonie canadienne; des réseaux associatifs franco-ontariens et franco-canadiens. 
Le CRCCF a commencé à acquérir des archives dans les années 1960. C'est en 1968 qu'un archiviste est embauché pour travailler à la conservation et à la diffusion de ces ressources. En 1969, l'acquisition du fonds de l'Association canadienne-française de l'Ontario (ACFO) marque un tournant dans la vocation du Centre, qui devient un centre de documentation en plus d'un centre de recherche.
La mise en valeur des archives du CRCCF est effectuée via ses bases de données en ligne de même qu'avec des expositions. Ces dernières prennent place dans l'aire d’exposition Françoise-et-Yvan-Lepage située dans la salle de consultation du CRCCF ou en ligne.

### Publications
Depuis 1960, le CRCCF publie plusieurs revues et ouvrages spécialisés.  Il édite ou coédite les revues suivantes :
- Collection « Amérique française » ;
- Collection « Archives des lettres canadiennes » ;
- Revue Francophonies d’Amérique ;
- Revue Mens.

Le CRCCF a publié ou coédité dans le passé ces revues :
- Bulletin du CRCCF ;
- Cahiers du CRCCF ;
- Documents de travail du CRCCF ;
- L’Annuaire théâtral ;
- Autres collections et publications du CRCCF ;
- Recherches et publications.